# Lliga de Trinitat i Tobago de futbol
La lliga de Trinitat i Tobago de futbol, la màxima categoria de la qual s'anomena TT Premier Football League, és la màxima competició de Trinitat i Tobago de futbol.

## Equips participants temporada 2019
- Central FC
- Club Sando
- Defence Force
- Morvant Caledonia
- North East Stars
- Point Fortin Civic
- Police
- San Juan Jabloteh
- St. Ann's Rangers
- W Connection

## Historial
|  | Aquest article tracta sobre els campions nacionals des de 1974. Si cerqueu els campions anteriors, vegeu «Lliga de Port of Spain de futbol». |

Font:

### Lliga Nacional
- 1974:  Defence Force (1)
- 1975:  Defence Force (2)
- 1976:  Defence Force (3)
- 1977:  Defence Force (4)
- 1978:  Defence Force (5)
- 1979:  Police FC (1)
- 1980:  Defence Force (6)
- 1981:  Defence Force (7)
- 1982:  ASL Sports (1)
- 1983:  ASL Sports (2)
- 1984:  Defence Force (8)
- 1985:  Defence Force (9)
- 1986:  Trintoc (1)
- 1987:  Defence Force (10)
- 1988:  Trintoc (2)
- 1989:  Defence Force (11)
- 1990:  Defence Force (12)
- 1991:  Police FC (2)
- 1992:  Defence Force (13)
- 1993:  Defence Force (14)
- 1994:  Police FC (3)
- 1995:  Defence Force (15)

### Lliga Semiprofessional
- 1996:  Defence Force (16)
- 1997:  Defence Force (17)
- 1998:  Joe Public FC (1)

### Lliga Professional
- 1999:  Defence Force (18)
- 2000:  W Connection (1)
- 2001:  W Connection (2)
- 2002:  San Juan Jabloteh (1)
- 2003:  San Juan Jabloteh (2)
- 2004:  North East Stars (1)
- 2005:  W Connection (3)
- 2006:  Joe Public FC (2)
- 2007:  San Juan Jabloteh (3)
- 2008:  San Juan Jabloteh (4)
- 2009:  Joe Public FC (3)
- 2010-11:  Defence Force (19)
- 2011-12:  W Connection (4)
- 2012-13:  Defence Force (20)
- 2013-14:  W Connection (5)
- 2014-15:  Central FC (1)
- 2015-16:  Central FC (2)
- 2016-17:  Central FC (3)
- 2017:  North East Stars (2)
- 2018:  W Connection (6)
- 2019-20:  Defence Force (21)
- 2020-21: no es disputà
- 2021-22: no es disputà
- 2023:  Defence Force (22)